# Ralph Bouverie Deedes
Sir Ralph Bouverie Deedes, britanski general, * 17. oktober 1890, † 3. marec 1954.